# Arthromygalidae
Arthromygalidae é uma família extinta de aranhas primitivas que apresentavam algumas semelhanças com as tarântulas. A família teve o seu pico de maior biodiversidade no Permiano, há cerca de 280 milhões de anos.

Os fósseis de Arthromygalidae foram encontrados na europa. Essa família tinha um corpo semelhante a dos aracnídeos atuais, porém não produziam teia.